# Reginald Louis Varney
Reginald Louis Varney (* 9. Juni 1911 in London; † 28. Juni 2000 in Burgess Hill, West Sussex) war ein britischer Nachrichtentechniker und Amateurfunk-Pionier. Sein Amateurfunkrufzeichen war G5RV.
Als 16-jähriger Jugendlicher erhielt er 1927 eine Amateurfunklizenz. Von 1930 bis 1960 arbeitete er bei der Marconi Company, unterbrochen durch einen Einsatz von 1942 bis 1946 als Offizier der britischen Funkaufklärung (siehe auch: Lydd Y Station). Danach war er als Ingenieur in zahlreichen Ländern unter anderem am Aufbau des Troposphären-Funksystems ACE High der NATO beteiligt, bevor er sich mit seiner zweiten Ehefrau Nélida in Burgess Hill zur Ruhe setzte.
Louis Varney wurde als Erfinder der nach seinem Rufzeichen benannten G5RV-Antenne bekannt, welche er 1946 entwickelte, aber den Aufbau erst 1958 veröffentlichte. Die G5RV ist eine symmetrische, nicht resonante Dipolantenne mit besonders einfachem Aufbau, welche mit einem Antennentuner in verschiedenen Kurzwellenbändern verwendbar ist.

## Schriften (Auswahl)
- L. Varney: An Effective Multiband Aerial of Simple Construction. In: RSGB Bulletin, Juli 1958, S. 19–20.